# Yoshida Shūkō
Yoshida Shūkō (japanisch 吉田 秋光; geboren April 1887 in Kanazawa (Präfektur Ishikawa); gestorben 21. Juni 1946 in der Präfektur Yamanashi) war ein japanischer Maler der Nihonga-Richtung.

## Leben und Werk
Yoshida Shūkō ging 1905 nach Tokio und begann ein Studium der Malerei an der Abteilung für Nihonga an der „Tōkyō bijutsu gakkō“ (東京美術学校), einer der Vorläufereinrichtungen der heutigen Universität der Künste Tokio und machte 1910 seinen Abschluss. Sein Lehrer war Matsuoka Eikyū.
1917 wurde auf der 11. „Bunten“ zum ersten Mal ein Bild von Yoshida angenommen, es hatte den Titel „Ise Monogatari“ (伊勢物語). Im folgenden Jahr konnte er auf der 12. „Bunten“ das Bild „Natsutatsu goro“ (夏立つ頃) – „Zu Beginn des Sommers“ zeigen. Er zeigte weiter auf den „Teiten“-Ausstellungen Bilder mit klassischen Themen. 1922 erhielt auf der 4. „Teiten“ das Bild „Aki no kihai“ (秋のきはい) – „Der Herbst ist da“ eine besondere Auszeichnung.
1927 wurde Yoshida Mitglied des „Teiten“-Gremiums, 1929 und 1933 konnte er als Juror ausstellen. 1931 war er auf der „Ausstellung japanische Malerei“ in Berlin zu sehen. Im Zusammenhang mit der Neuordnung der „Teiten“ brachte er die Künstlergruppe „Daiichi bukai“ (第一部会) mit auf den Weg und wurde ab 1936 eingeladen zur nun „Shin-Bunten“ genannten Ausstellungsserie Werke auszustellen. Er wirkte 1935 mit bei der Gründung der Künstlergruppe um Matsuoka, des „Kokuga-in“ (国画院) und 1938 des „Nihonga-in“ (日本画院) und war Mitglied der „Tomoe-kai“ (巴会). Ab demselben Jahr konnte er auf der „Teiten“ juryfrei ausstellen.
Nach dem Zweiten Weltkrieg stellte er im Frühjahr 1946 auf der 1. „Nitten“ juryfrei aus, starb dann im Juni des Jahres in der Präfektur Yamanashi, wohin er sich während des Krieges zurückgezogen hatte.

## Bilder

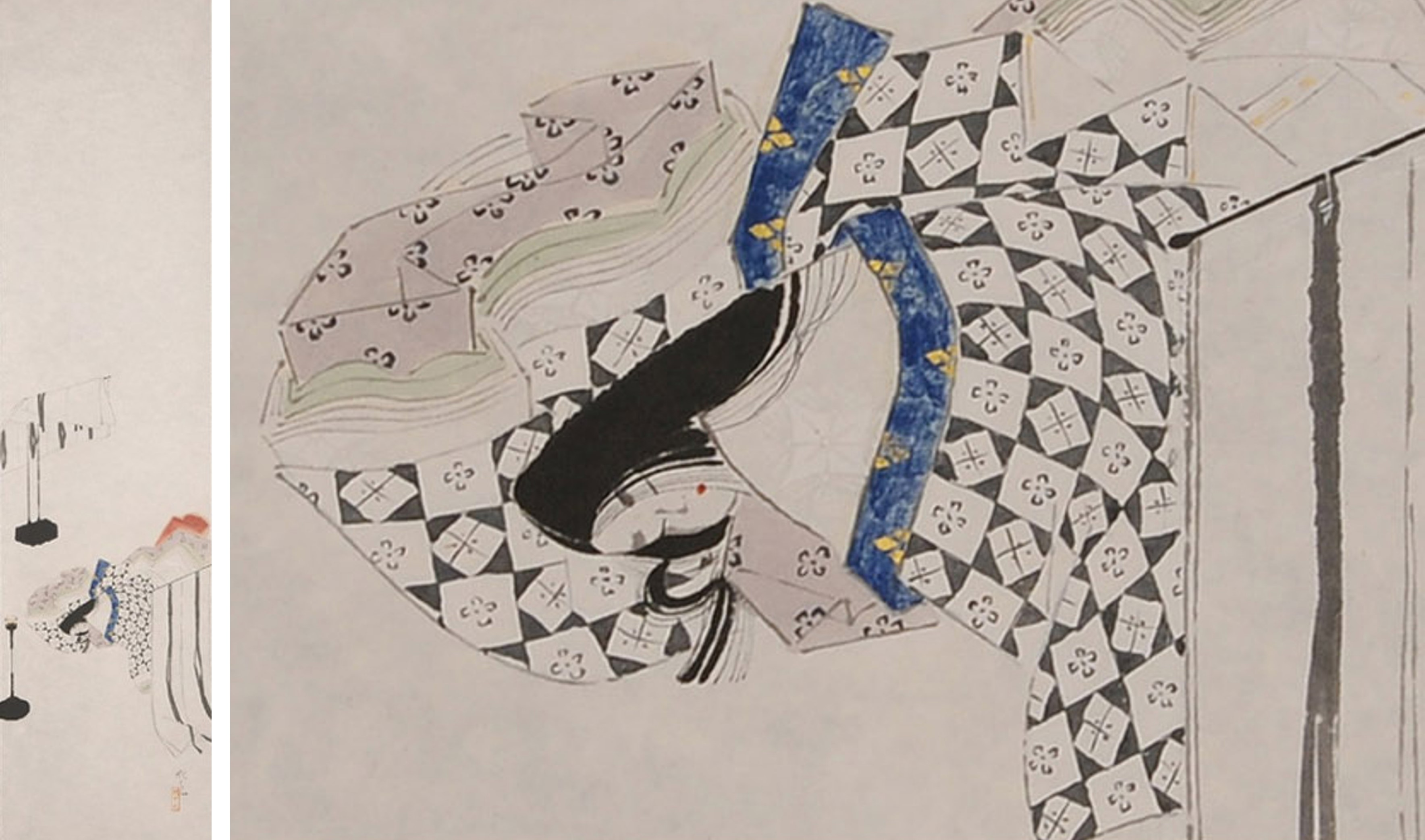
Am Hof
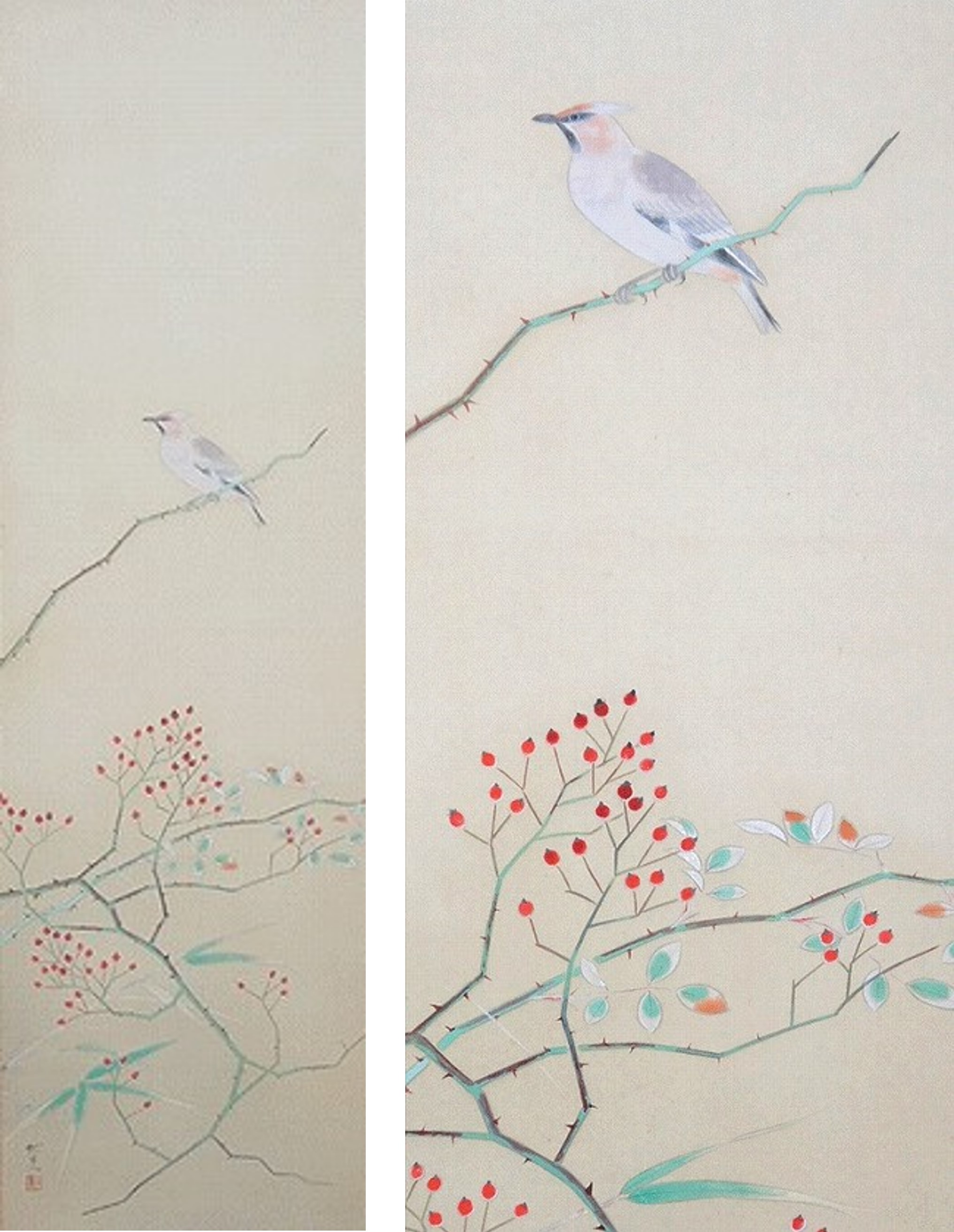
Vogel auf dem Ast
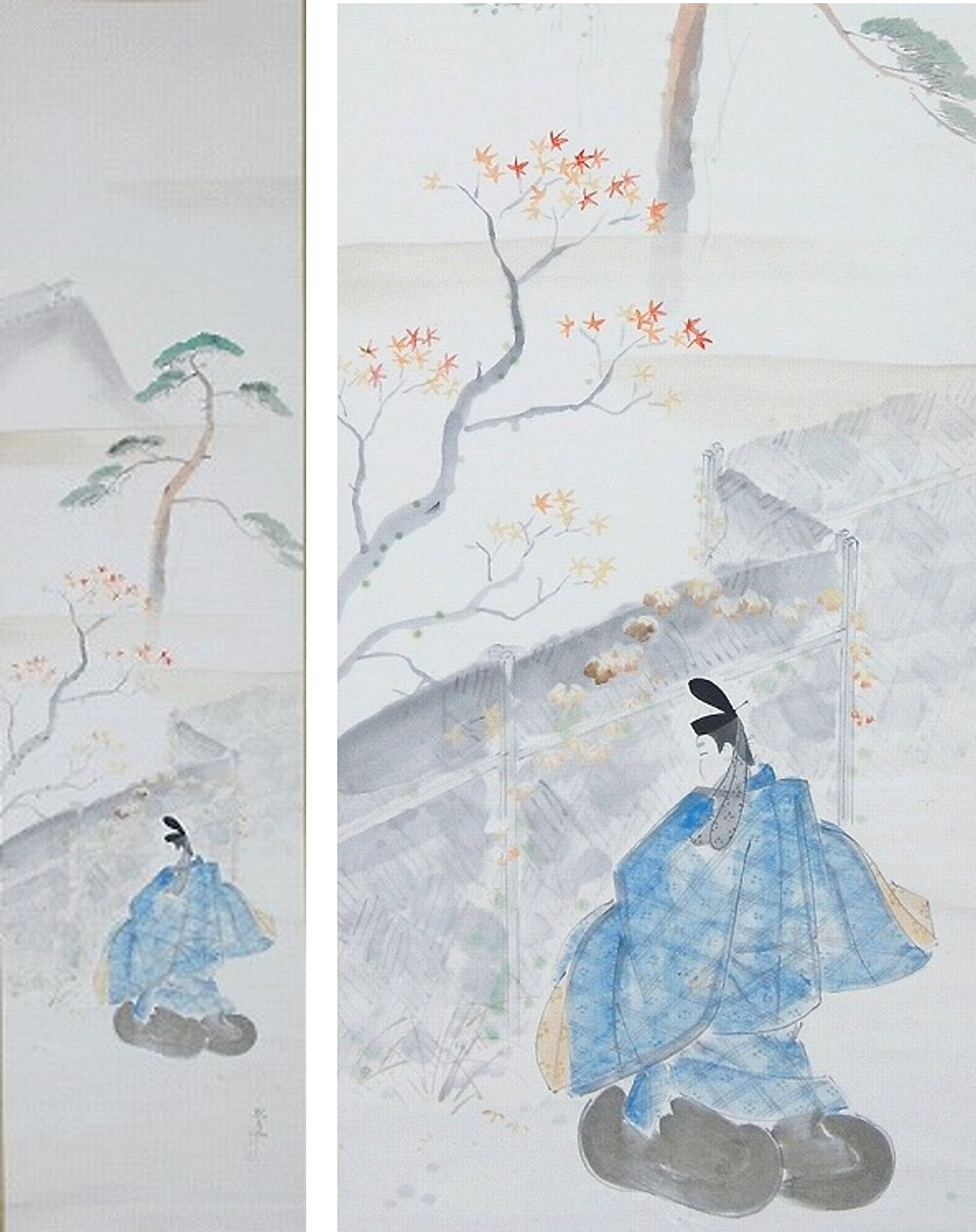
Adeliger
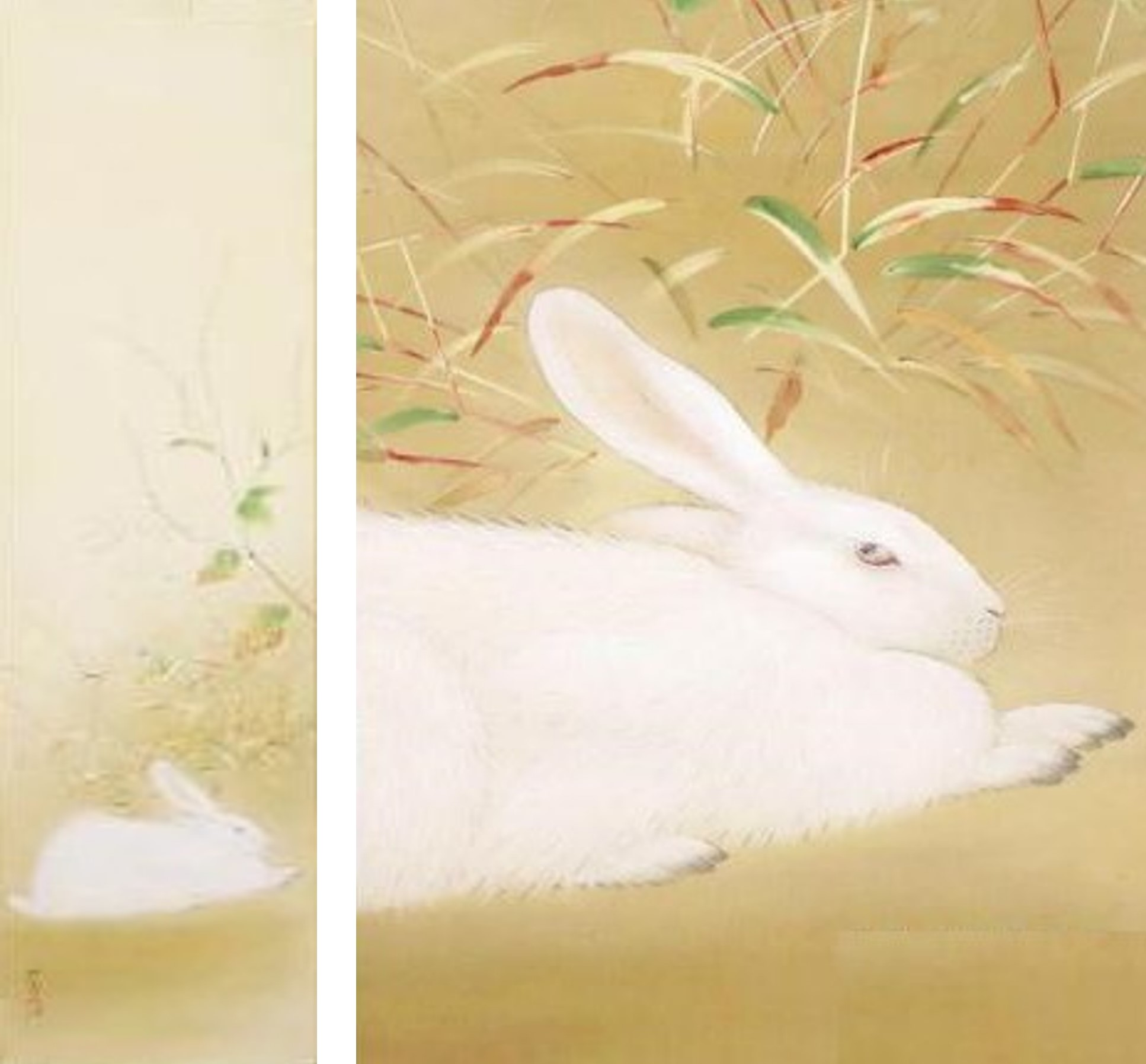
Hase